# Sandra Abstreiter
Sandra Abstreiter (* 23. Juli 1998 in Freising) ist eine deutsche Eishockeytorhüterin, die seit November 2024 bei den Victoire de Montréal aus der Professional Women’s Hockey League unter Vertrag steht.

## Karriere
Sandra Abstreiter wuchs in Hallbergmoos auf und zog später mit ihrer Familie nach Erding. Sandra und ihr zwei Jahre älterer Bruder Andreas erlernten das Eislaufen bei Franz Steer im Nachwuchs des TSV Erding. Bei den Kleinst- und Kleinschülern war der ehemalige Nationalspieler Hans Huber der Trainer der beiden. Als Kind und Schülerin spielte Sandra Abstreiter in der Verteidigung. Da beim TSV Erding nicht genügend Torhüter im Nachwuchs waren, wurde sie später vermehrt als Torhüterin eingesetzt und entschied sich mit 16 Jahren, ausschließlich im Tor zus stehen. Während der Saison 2012/14 debütierte sie für den ESC Planegg in der Fraueneishockey-Bundesliga, spielte aber weiter für die (männliche) U18-Juniorenmannschaft des TSV Erding. Nach ihrem Abitur 2016 entschied sich Abstreiter – nachdem sie an einer Talentsichtung in Kanada teilgenommen hatte – zu einem Wechsel an eine Eishockey-Academy in Kanada, die HTI Stars. Zudem erhielt sie ein Stipendium für das Providence College, an dem sie 2017 ein Bachelor-Studium aufnahm. Während der Saison 2017/18 gehörte sie noch nicht zum offiziellen Kader der „Friars“ (Red-Shirt-Year) und spielte erst ab Oktober 2018 für das College-Eishockeyteam in der NCAA (Hockey East).
Im November und Dezember 2020 erhielt sie jeweils die Auszeichnung als „Torhüterin des Monats“ der Hockey East. 2023 beendete sie ihr Studium am College (Master of Business Administration) und verblieb bis zu diesem Zeitpunkt im Kader der Friars, zuletzt als Graduate Student.
Im Juni 2023 wurde Abstreiter von den Connecticut Whale aus der Premier Hockey Federation (PHF) verpflichtet. Nachdem die PHF zugunsten der neu gegründeten Professional Women’s Hockey League aufgelöst worden war, wurde Abstreiter vom Team Ottawa beim PWHL Draft 2023 als einzige Deutsche ausgewählt. Im November desselben Jahres erhielt sie vom Team PWHL Ottawa einen Einjahresvertrag. In der ersten Saison der PWHl kam Abstreiter hinter Emerance Maschmeyer nur zu drei Einsätzen und löste ihren Vertrag daher nach der Saison auf. Im November 2024 nahm sie am Trainingslager der Victoire de Montréal teil und erhielt Ende des Monats einen Vertrag.

### International
Während der Saison 2014/15 wurde Abstreiter erstmals für die U18-Frauen-Nationalmannschaft nominiert, mit der sie an der U18-Weltmeisterschaft der Division I 2016 teilnahm und den zweiten Platz belegte. Drei Jahre später debütierte sie für die Frauen-Nationalmannschaft im Rahmen eines 3-Nationen-Turniers. Bei ihrer ersten Frauen-Weltmeisterschaft 2021 wurde sie in einem Spiel eingesetzt, bei der Weltmeisterschaft 2022 bereits in drei Spielen. Zudem vertrat sie Deutschland bei der Qualifikation für die Olympischen Winterspiele 2022 (1 Spiel über 60 Minuten), bei der das deutsche Team die Qualifikation verpasste. Bei der Weltmeisterschaft 2023 in Kanada war Abstreiter erstmals Stammtorhüterin der deutschen Auswahl. Ein Jahr später gewann Abstreiter mit der deutschen Auswahl alle vier Vorrundenspiele und belegte letztlich Platz 6. Persönlich wurde sie aufgrund ihrer überragenden Leistungen als beste Torhüterin des Turniers ausgezeichnet.

## Erfolge und Auszeichnungen
- 2024 Beste Torhüterin der Weltmeisterschaft
- 2024 Bester Gegentorschnitt (1,19) und höchste Fangquote (95 %) bei der Weltmeisterschaft

## Karrierestatistik

### International
(Legende zur Torhüterstatistik: GP oder Sp = Spiele insgesamt; W oder S = Siege; L oder N = Niederlagen; T oder U oder OT = Unentschieden oder Overtime- bzw. Shootout-Niederlage; Min. = Minuten; SOG oder SaT = Schüsse aufs Tor; GA oder GT = Gegentore; SO = Shutouts; GAA oder GTS = Gegentorschnitt; Sv% oder SVS% = Fangquote; EN = Empty Net Goal; 1 Play-downs/Relegation; Kursiv: Statistik nicht vollständig)